# Bela Vista (Araci)
Bela Vista é um dos 52 povoados integrantes do município brasileiro de Araci, estado da Bahia. Localiza-se a 18 km da sede do município e a cerca de 228 km da capital Salvador. Conta com uma população de aproximadamente 1000 habitantes.

## Geografia

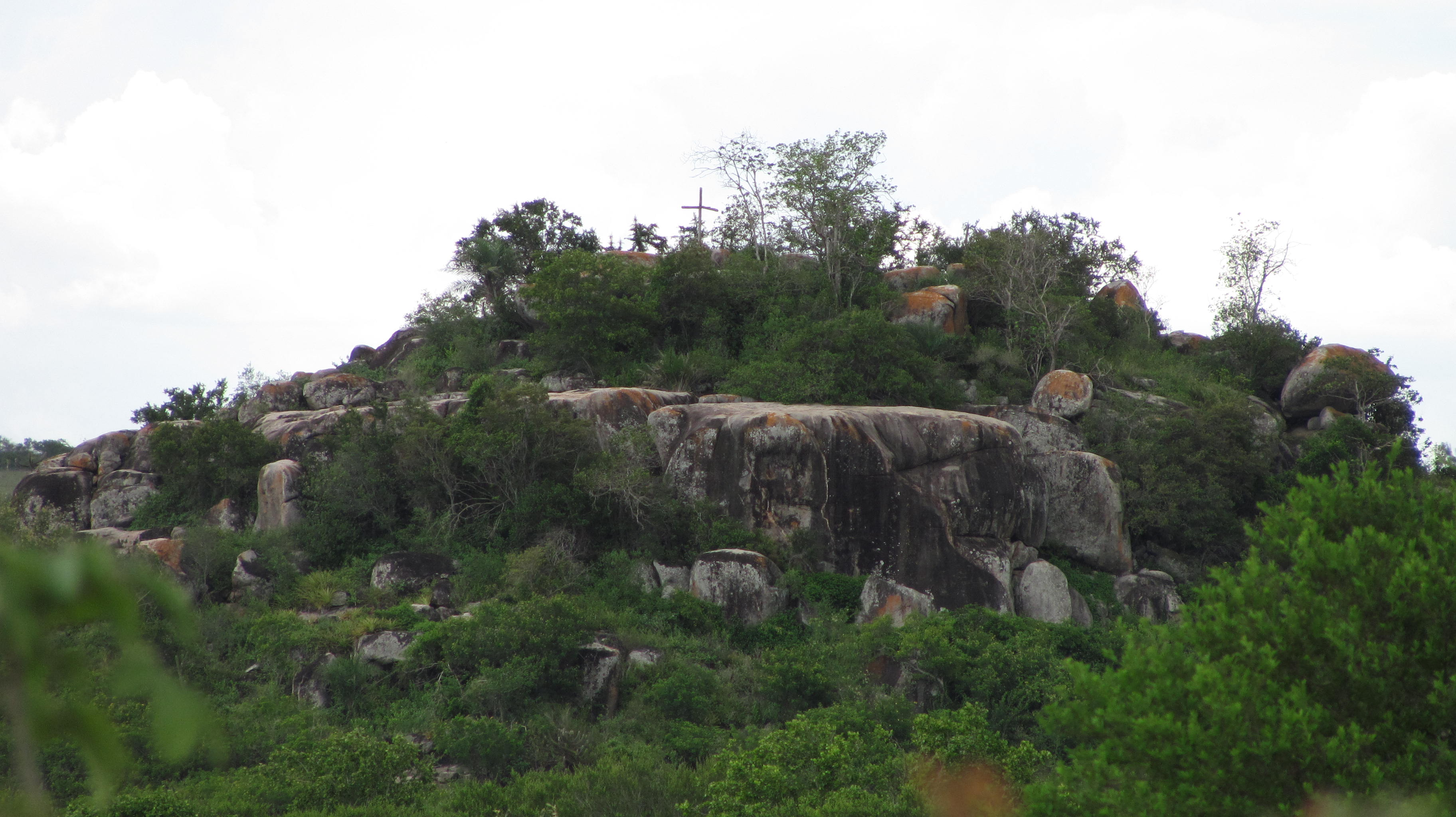
Monte do Cruzeiro

O povoado está localizado principalmente numa região de vale mas que apresenta algumas formações rochosas com alguns montes sinuosos, como por exemplo o Monte do Cruzeiro, situado à beira do Rio Carnaíba.
Localizado a Noroeste do município em relação a sua sede, com uma distância 14.3 Km se medida em linda reta e a 16.6 Km quando o acesso for pelo pela estrada de acesso principal (estrada ainda sem nome).

### Hidrografia
- Rio Poço Grande

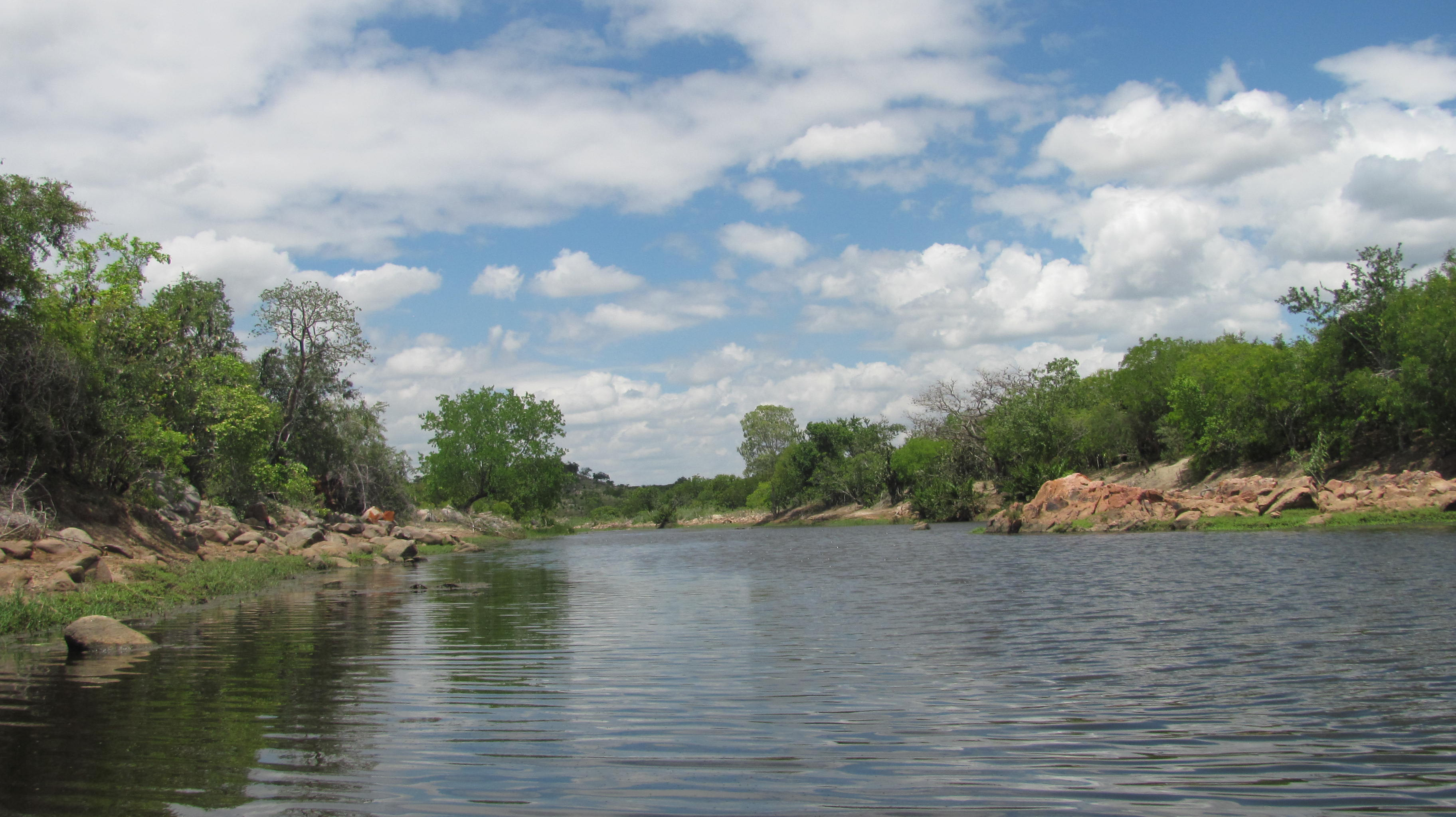
Rio Carnaíba no Povoado de Bela Vista (Rio da Roda}

O Povoado é irrigado pelo Riacho Carnaíba, também conhecido como Rio Poço Grande. O trecho deste rio que corre dentro do território de Bela Vista recebeu apelido de Rio da Roda.

Este rio vem sendo assunto de preocupação entre os defensores e ambientalistas local, pois está muito aos olhos os danos por ele sofridos, não só pela ação do descaatigamento na região, que vem provocando severo assoreamento, mas também em função de medidas administrativas, do governo local, danosas ao rio. Apesar de sua natureza intermitente atualmente, se percebe um comportamento atípico, pois, mesmo em épocas de chuvas fortes, o rio já não apresenta vazão satisfatória, apresentando poções secas e amontoado de areias e lama aparente em seu leito associado ao baixo nível de suas águas e preocupante estreitamento de suas margens, em período que normalmente tinha seu nível levado ao máximo e sua profundidade satisfatória.
- Açude do Mamédio

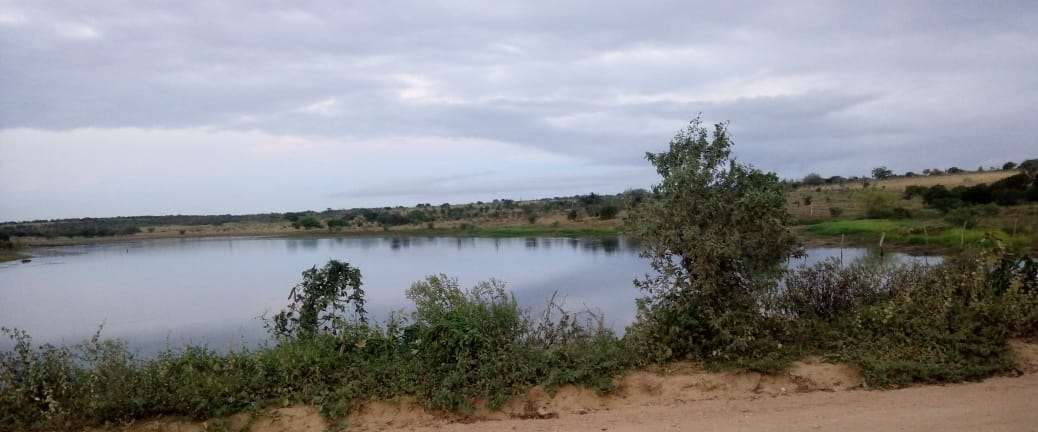
Açude do Mamédio

Este é um corpo d'água importante na região e está situado entre o povoado de Bela Vista e povoado da Terra Durra.

### Clima
Tal como ocorre na Sede o clima do povoado de Bela Vista é tropical, com mais pluviosidade no verão que no inverno. Sendo classificado como Aw segundo a Köppen e Geiger.
Um acontecimento natural/climático que pode ser pontuado na região do povoado é que, muito comumente, ao final do dia, ao cair da noite, um vento forte cai sobre a região, amenizando a temperatura. Um fato curioso é que este efeito (do vento) faz com que algumas arvores, especialmente a caraibeira se dobre, vertendo seus galhos, fixamente, para o lado a favor do vento.

### Ecologia e meio ambiente
Assim como boa parte do município araciense, sabe se que o Bioma é de Caatinga porem este bioma apresenta enorme variação entre seus subgrupos. Podendo se encontrado muito definidamente ambas as classes, a da Caatinga arbustiva e da Caatinga arbórea. Não se sabe porem, ou não foi feito estudo algum, dentre a Caatinga arbustiva quais de seus nove subgrupos podem ser encontrado na região, assim como da Caatinga arbórea, entre seus três subgrupos.
Além disso, independente do tipo original ou principal do bioma, a atividade humana provocou descaatingamento generalizado para fins de criação de pastos para os gados e para a finalidade de áreas de plantações. Observa-se porem que, em boa partes destas grandes áreas, onde a vegetação natural foi suprimidas, a vegetação voltou a crescer e ocorre com uma certa deficiência, surgindo um sub-bioma com características específicas.

## Religiosidade
O Povoado dispõe de um pequeno templo da Igreja Adventista do Sétimo Dia e uma Capela Católica.

## Esporte
Bela Vista dispõe de um campo de futebol onde acontece anualmente disputas pelo campeonato rural araciense e com base em critério de sorteio o campo é escolhido para a disputa final do campeonato. Sendo que a ultima final que lá ocorreu foi no ano de 2014.

## Economia
A população tira seu sustento basicamente da agricultura e a pecuária.
- Na agricultura planta-se com maior frequência a mandioca, aipim, e feijão mas o povoado tem recebido incentivo do governo municipal para aumentar a produção neste setor [4]

- Na pecuária o que se destaca é a criação de gado, cabras e ovelhas.

## Infraestrutura
Bela Vista é um povoado araciense que, assim como a maciça maioria dos povoados locais, apesar de denominados "povoados" em realidade foge do modelo sugerido para o termo já que Bela Vista (Araci) dispõe de organizado modelo urbano, mesmo que em miniatura, isto porquê conta com alguns quarteirões (dois ou três), separados por ruas, inclusive uma principal, pode que pode vir a se tornar uma avenida, tem uma praça pública, a Praça Sebastião Reis de Carvalho, um campo de futebol na parte central do povoado. Uma escola pública municipal, a Escola Martim Pereira da Silva, para o ensino pre-escolar e fundamental, conta com duas igrejas (uma Católica e uma Adventista).

Dispõe de uma grande antena de recepção de sinal de telefonia móvel, de TV e rádio. Conta com rede pública de energia elétrica e de sistema público de fornecimento de água encanada. Alguns trechos ou partes do povoado conta com pavimentação com pedras em paralelipípedo.

### Educação
No povoado está situado a escola municipal Martim Pereira da Silva, para o ensino básico e médio.
Esta unidade escolar é uma escola de nível pré-escolar ao ensino fundamental, conta com 7 funcionários e dispõe de condição estrutural satisfatória para o padrão local.
Infraestrutura escolar
- Alimentação escolar para os alunos
- Água filtrada
- Energia da rede pública
- Fossa Lixo destinado à coleta periódica
- Lixo destinado à queima
- Acesso à Internet

Equipamentos
- Antena parabólica
- Aparelho de TV
- Aparelho de DVD
- Aparelho de som
- Câmera fotográfica/filmadora
- Projetor multimídia (datashow)

Estrutura física
- Banheiro dentro do prédio
- Cozinha
- Despensa
- Sala de secretaria
- Sete funcionários
- Três salas de aulas

### Criminalidade e segurança pública
Assim como ocorre nos demais povoados e distritos araciense a Segurança Pública local é feita pela Secretaria de Segurança Pública da Sede Araci, por meio das forças combinadas da polícia militar, da polícia civil e pela guarda civil municipal.

### Serviços e comunicação
O abastecimento de água do povoado de Bela Vista, assim como em sua sede e praticamente todo estado da Bahia é feito pela concessionária de serviços de saneamento básico EMBASA - Empresa Baiana de Águas e Saneamento S.A., estatal pertencente ao governo estadual baiano.
Na área energética a responsável pelo abastecimento é a Companhia de Eletricidade do Estado da Bahia, atualmente uma empresa privada, de participação interna e externa, portanto de capital misto, atende a cidade de [Araci]] todos os seus distritos e povoados, assim como é feito em 414 municípios baianos dos 417 existentes.
O serviço de telefonia fixa é atualmente operado pela Telemar, também conhecida por pelo nome Oi (seu nome de mercado ou nome fantasia).